# Asilus hilarii
Asilus hilarii är en tvåvingeart som beskrevs av Macquart 1838. Asilus hilarii ingår i släktet Asilus och familjen rovflugor. Inga underarter finns listade i Catalogue of Life.